# عفوا أيها القانون (فلم)
فيلم عفوا أيها القانون هو فيلم مصري أصدر سنة 1985. 

## قصة الفيلم
بعد قصة حب تتزوج «هدى» أستاذة الجامعة من «الدكتور علي» المصاب بعقدة نفسية لعجزه جنسيا وهو الأبن الوحيد لرجل ثرى يدلـله كثيرًا. يلجأ علي إلى أحد الأطباء النفسيين لعلاجه ويكشف له الطبيب أن العقدة ترجع إلى مرحلة الطفولة عندما شاهد خيانة زوجة أبيه. يتم شفاء الزوج وينخرط في علاقه مع «لبنى» زوجة مدير المطبعة التي تطبع مؤلفاته. تفاجئها الزوجة هدى في حجرة النوم مع زوجها، تقوم بقتل الزوج الخائن بإطلاق الرصاص عليه، تحاول «المحامية عنايات» إنقاذ الزوجة التي تصاب في حادث سيارة أثناء هروبها، يسعى الأب إلى استخدام كبار المحامين من أجل إيقاع أكبر عقوبة بهدى. يحكم على هدى بالسجن 15 عاما، لأن القانون يفرق بين الرجل والمرأة فيما يتعلق بقضايا الشرف.

## طاقم العمل
- نجلاء فتحي: هدى
- محمود عبد العزيز: د. علي
- فاروق فلوكس: محمود
- هياتم: لبنى سليمان السلحدار
- عبد الله مشرف:
- فريد شوقي: عبد القوى
- أمل إبراهيم: ثُريّا
- أحمد خميس:
- مؤمن حسن: علي وهو طفل
- سامى عطايا:
- سيد زيان: صلاح
- ليلى طاهر: المحامية عنايات
- ثريا عز الدين: زينات، زوجة عبد القوي (ضيفة شرف)
- عاطف بركات:
- شعبان حسين:
- راندا: سوزان عبد الحميد
- صالح العويل: شرطي (ضيف شرف)
- على عزب:

## روابط خارجية
- مقالات تستعمل روابط فنية بلا صلة مع ويكي بيانات